# Elwetritsch

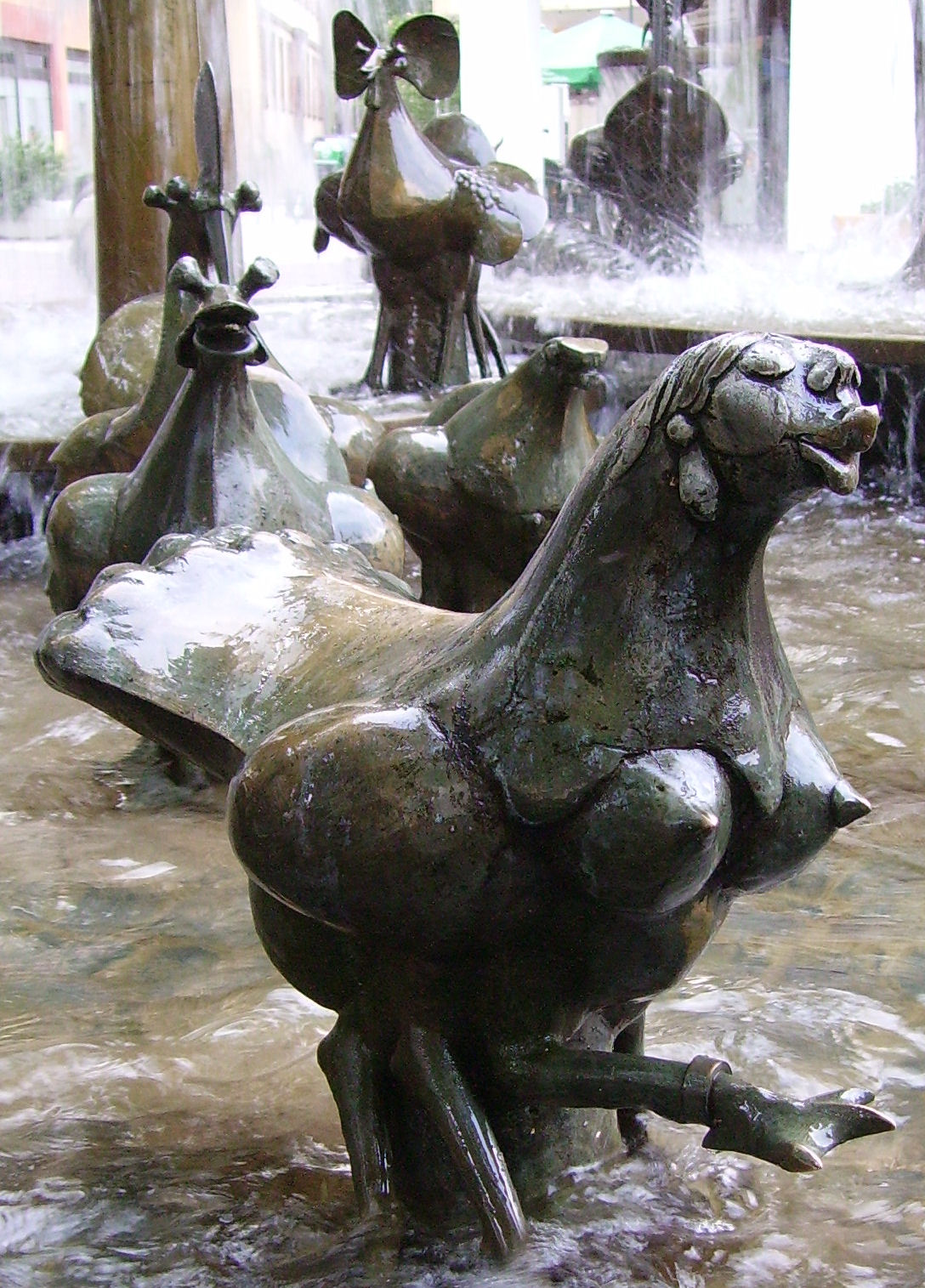
Elwetritschenbrunnen von Gernot Rumpf am Klemmhof in Neustadt an der Weinstraße, vorne eine weibliche Elwetritsche

Die Elwetritsch (auch Elwetrittche, Elwedritsch, Ilwedritsch; in der Mehrzahl Elwetritsche(n); in (pseudowissenschaftlichem) Latein bestia palatinensis) ist ein vogelähnliches Fabelwesen, von dem in Südwestdeutschland und vor allem in der Pfalz berichtet wird.
Die Elwetritsch ist als lokale Entsprechung zu Fabelwesen anderer Regionen anzusehen, wie dem bayerischen Wolpertinger oder dem thüringischen Rasselbock.

## Aussehen

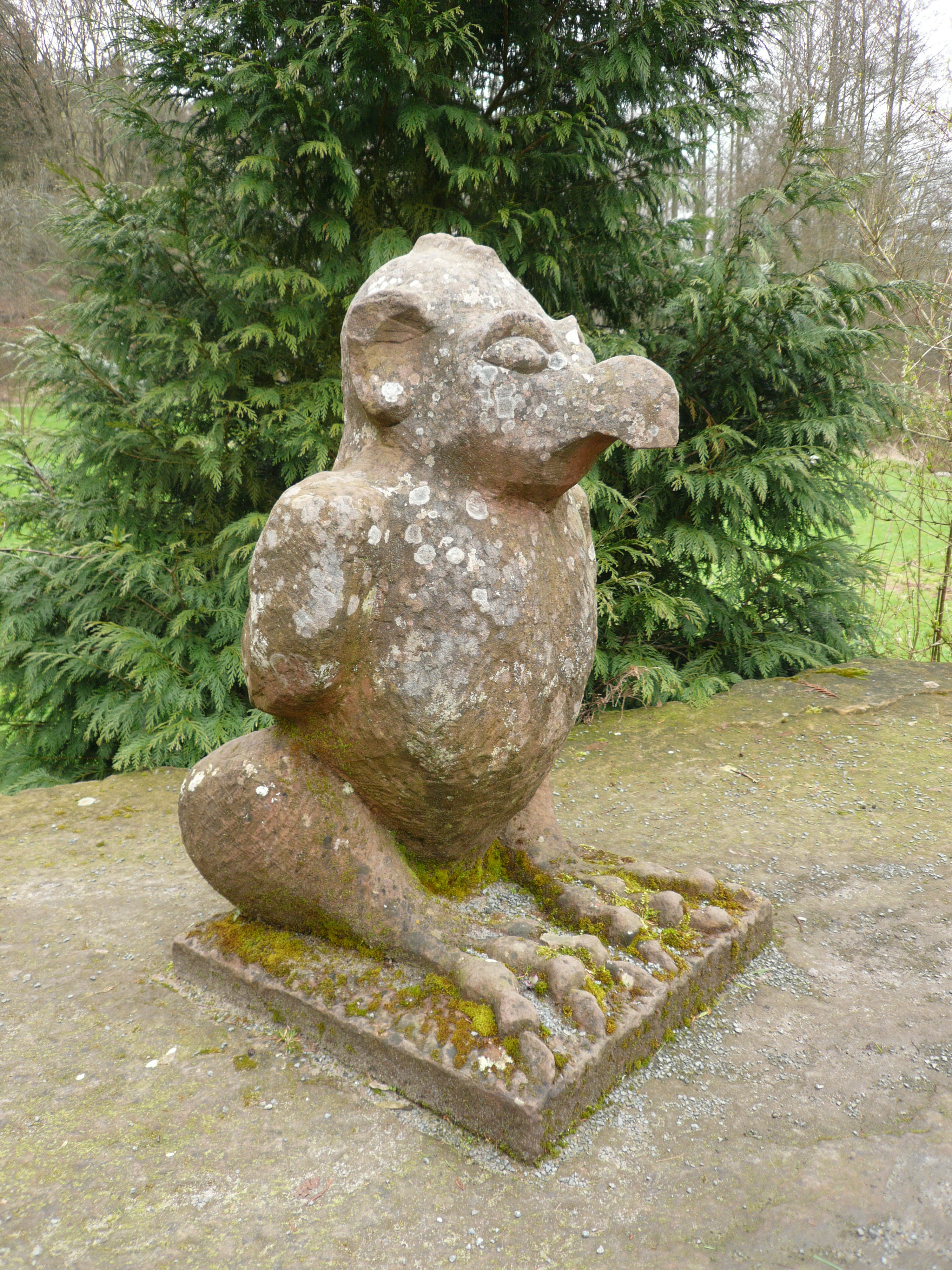
Steinskulptur einer männlichen Elwetritsch

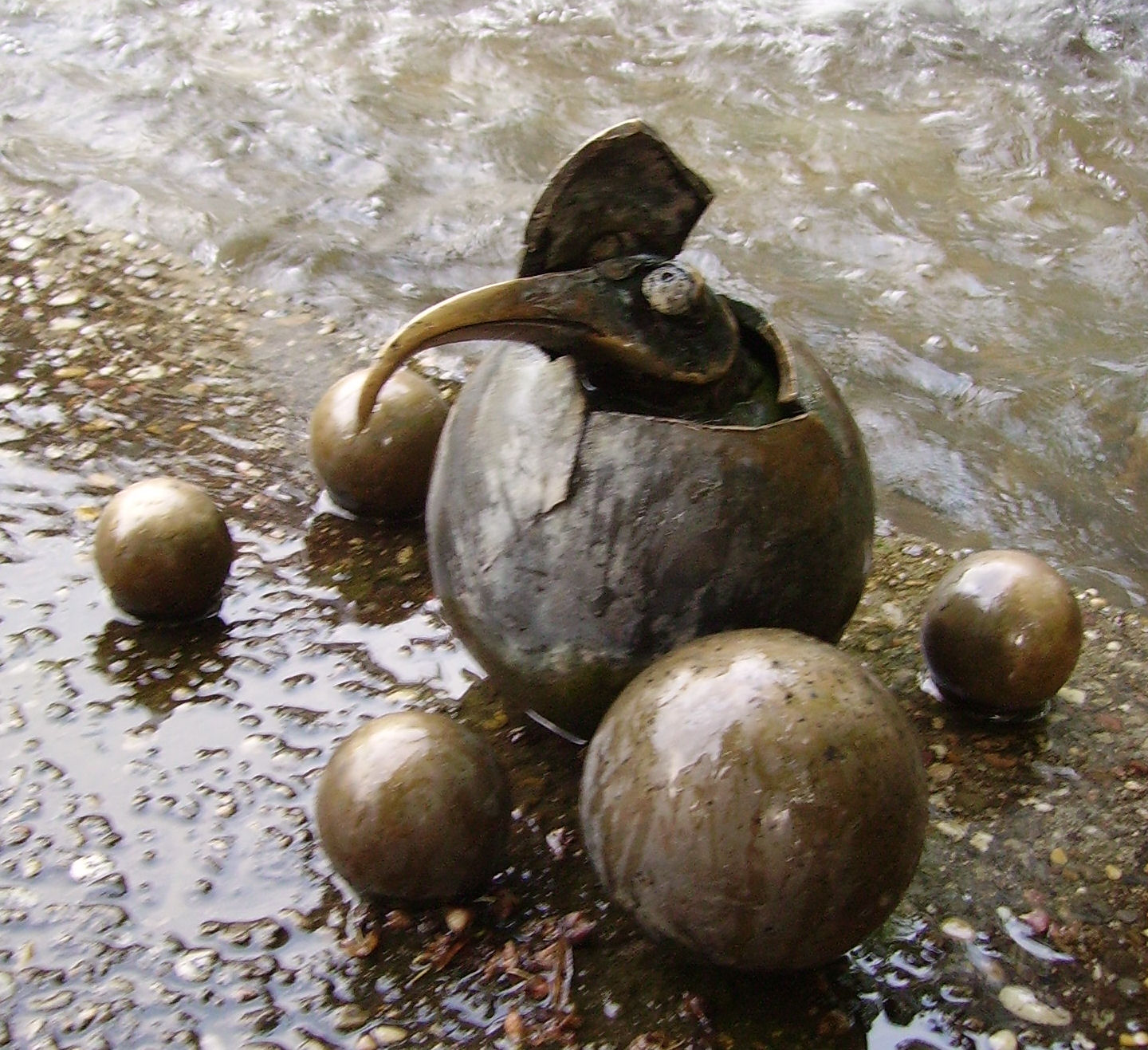
Aus dem Ei schlüpfende Elwetritsch

Elwetritschen werden als im weitesten Sinne hühnerähnlich beschrieben. Allerdings heißt es, sie könnten ihre Flügel kaum gebrauchen, weshalb sie sich überwiegend im Unterholz oder unter den Rebstöcken aufhalten müssten. Manchmal werden Elwetritschen auch mit einem Hirschgeweih abgebildet, ihr Schnabel wird oft als sehr lang dargestellt.
In der zweiten Hälfte des 20. Jahrhunderts gingen Künstler vermehrt dazu über, Elwetritschen teilweise auch als weiblich zu kennzeichnen, indem sie die Wesen mit Brüsten abbildeten.
Im Pennsylvania Dutch Country, wo Nachfahren pfälzischer Auswanderer leben, werden Elwedritsche überwiegend als "Mischwesen mit Katzenkopf" beschrieben.

## Geographische Verbreitung

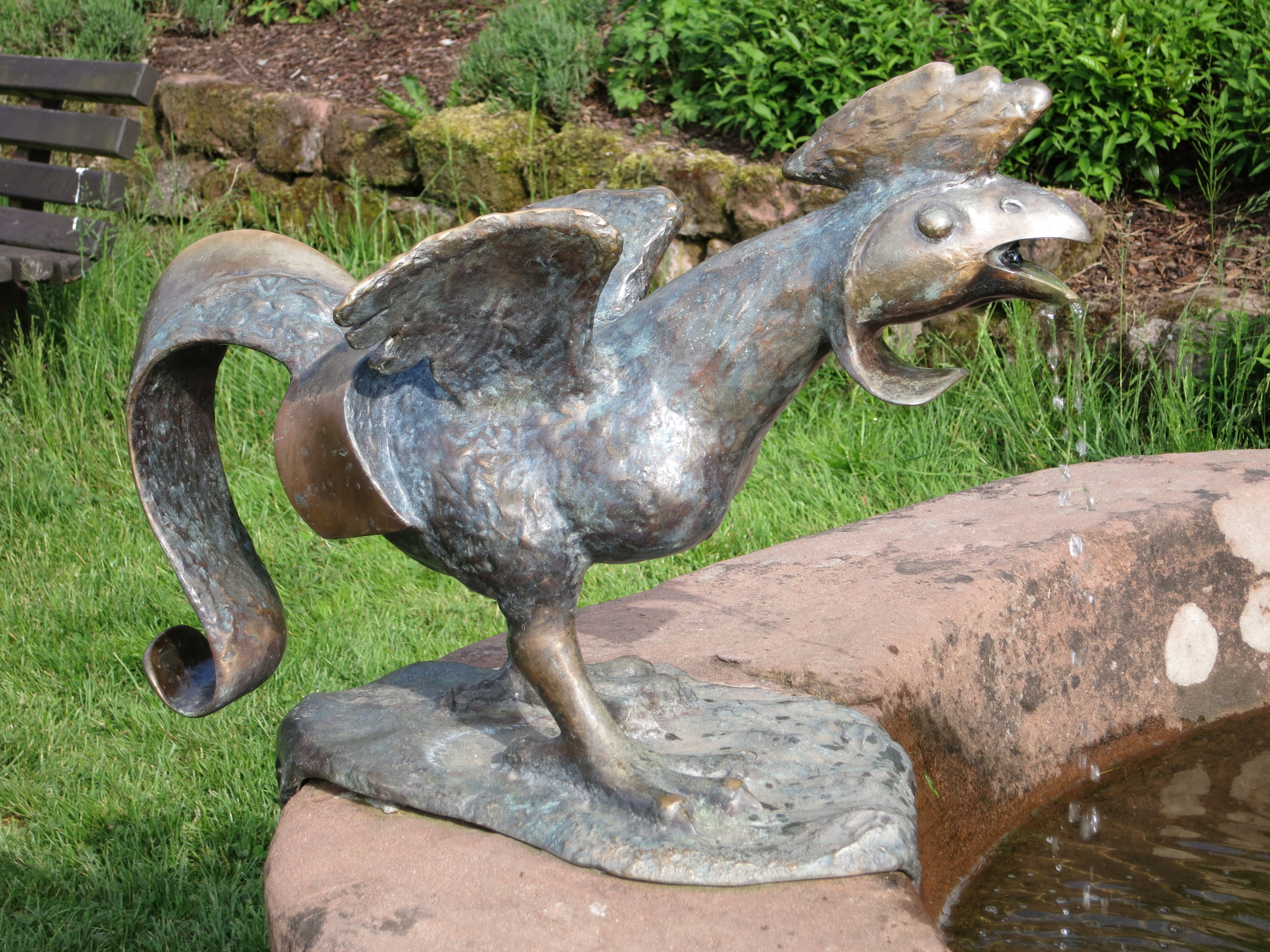
Skulptur einer Elwetritsch im Kurpark von Dahn (Südwestpfalz)

Der Verbreitungsraum der Erzählungen von der Elwetritsch erstreckt sich vom Pfälzerwald im Westen nach Osten über die Rheinebene hinweg bis in den südhessischen Odenwald, auch weiter nach Nordbaden und Nordwürttemberg (Bauland, Madonnenländchen). Im Main-Tauber-Kreis wird den Kindern erzählt, die „Ilwedridsche“ würden in den Kronen der Weiden an der Tauber nächtigen. Am bayerischen Untermain ist das „Elfetritschle“ oder „Ilwetritschje“ genannte Fabelwesen ebenfalls bekannt. In Großheubach wurde ihm ein Denkmal gesetzt. Dort gibt es Erklärungen zu Art und Wesen, wie man es fängt und wie man sich bei einer spontanen Begegnung mit ihm verhalten sollte. In der bayerischen Oberpfalz kommt das Fabelwesen vereinzelt unter dem Namen „Elbatrietscherl“ vor. Vermutlich wurde es im Spätmittelalter von den Söhnen der Pfälzer Kurfürsten eingeführt, als sie in Amberg das Regieren lernen sollten. Darüber hinaus sind Geschichten zum „Elvertritschla“ im oberfränkischen Fichtelgebirge bekannt. In Niederbayern gilt "Oibadrischl" als Bezeichnung für Wolpertinger.  
Das Verbreitungsgebiet ist nahezu deckungsgleich mit der historischen Kurpfalz und einigen ihrer dynastischen Exklaven. Als heimliche Hauptstadt der Elwetritschen gilt die ehemalige Residenz der Pfalzgrafen bei Rhein, Neustadt an der Weinstraße. Hier steht der vom Bildhauer Gernot Rumpf geschaffene Elwetritschen-Brunnen. Andere Quellen verlegen den Ursprung nach Dahn in der Südwestpfalz, das gleichfalls über einen Elwetritschen-Brunnen verfügt. Zudem werden Erfweiler oder andere Gemeinden der Gegend als Herkunftsort vermutet.
Für die Herkunft aus der Pfalz spricht zudem, dass Pennsylvaniadeutsche die Meinung vertreten, nach Amerika ausgewanderte Pfälzer – von denen diese Volksgruppe vorwiegend abstammt – hätten einige „Elbedritschlicher“ mitgenommen, „so ass sie kenn Heemweh grigge deede“ (hochdeutsch wörtlich: so dass sie kein Heimweh kriegen täten). Geschichten von der Elwetritsch sind bei den Amischen belegt. Eine (englischsprachige) Zeitung der Pennsylvaniadeutschen Gesellschaft in Kutztown trägt den Titel Es Elbedritsch.

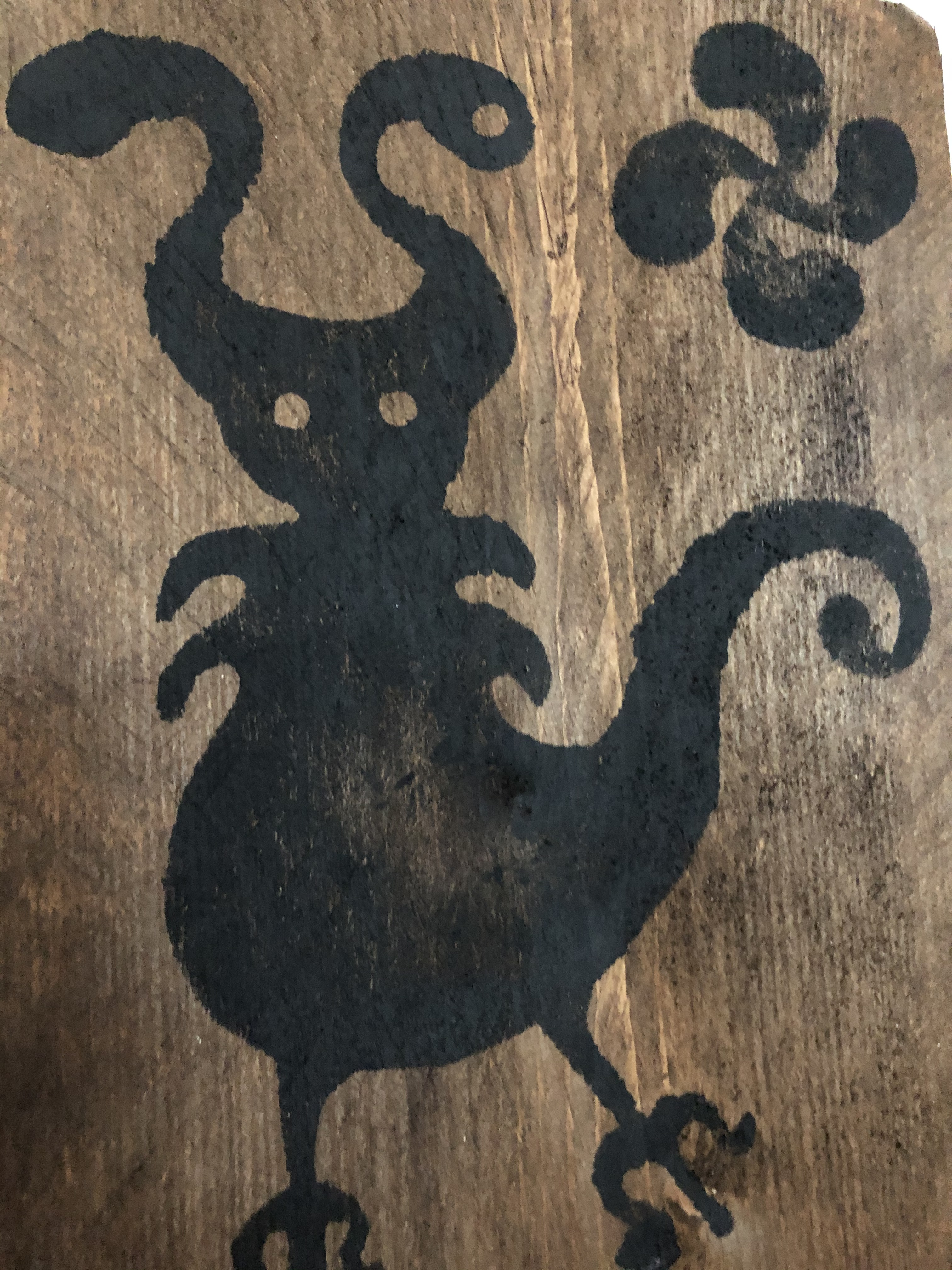
Elbedritsch im Pennsylvania Dutch Country, USA

## Schreibweise und Wortherkunft
Die überregional gebräuchlichste Schreibweise ist Elwetritsch. In der Pfalz wird Elwetritsch und Elwedritsch etwa zu gleichen Teilen genutzt. Die Fassungen Elbe(n)-, Elfe(n)-, Elwen-, Ilbe(n)- und Ilwe(n)-(t/d)ritsch sowie Elwetrittche werden erheblich seltener und nur regional begrenzt verwendet.
Zur Wortherkunft existieren mehrere Theorien.
- Elwetritschen sollen aus Kreuzungen von Hühnern, Enten und Gänsen mit im Wald lebenden Kobolden und Elfen stammen. Als Geflügelabkömmlinge legen sie selbstverständlich Eier, die allerdings wegen der Waldgeisterherkunft während der Brutzeit wachsen. Eier in verschiedenen Größen und Reifestadien sind am Elwetritschenbrunnen in Neustadt an der Weinstraße künstlerisch dargestellt.

- Eine Deutung geht davon aus, die Herkunft des zweiten Wortteils sei unklar und strittig, während der erste Bezug nehme auf die Elfen beziehungsweise Elben als weibliche Waldgeister aus der germanischen Mythologie. Diese Etymologie wird gestützt durch die Verbindung der Ilwedridsche mit den Weidenbäumen, die zum Beispiel im mittleren Main-Tauber-Kreis als Wohn- oder Schlafplatz in Anspruch genommen werden sollen.

- Der Name könnte mit dem Wort „elbentrötsch“ zu tun haben. Dies ist ein Zustand, der sich einstellt, wenn ein Mensch oder ein Tier von einem Pfeil, einem Blitz oder dem Anhauch eines Elfen- oder Elbenwesens getroffen wird, und der so viel wie „blödsinnig“ bedeutet.[5]

- Vermutet wird eine Wurzel im Französischen. Danach handelte es sich um einen „triche des élèves“ beziehungsweise elsässisch um einen „Eleventriche“, auf Deutsch also um einen Handwerksgesellen-Schwindel oder -Ulk. Auch eine Herleitung aus „Elbentriche“ (etwa Waldgeister-Schwindelmärchen) wäre nach dieser Deutung plausibel.

- Einen neueren Ansatz zur Erklärung des Wortteils -drit, -trit oder -tritt bietet der Neustadter Diplom-Agrarbiologe Stephan Dreyer.[6] Bekanntermaßen ist der Hahnentritt eine ältere beziehungsweise volkstümliche Bezeichnung für den beginnend wachsenden Keimling (Keimfleck, Keimscheibe) im befruchteten Hühnerei. In der Geflügelwirtschaft sagt man zu dem dieser Erscheinung vorausgehenden Begattungsgeschehen auch: „Der Hahn tritt die Henne.“ Dieser „Tretakt“ führt zur Besamung im Eileiter und damit zur Befruchtung vorhandener reifer Eizellen. Nachdem Elwetritschen einer Kreuzung von Hausgeflügel mit Waldgeistern entstammen sollen, wäre hier ein „Elbentritt“ analog zum Hahnentritt als Ursprung zu vermuten. Gleiches steckt sinngemäß und sprachlich  von den Folgen her auch im Fehltritt einer Elfe. Zudem ist damit die vorgenannte französische Deutung keinesfalls widerlegt, wenn bedacht wird, dass das französische „triche“ auch Beschummeln oder Betrug heißen kann. Solches läge unzweifelhaft vor, wenn eine Elfe ihren Elferich mit männlichem Hausgeflügel betrügt. Bemerkenswerterweise ist auch die Endung „-che“ beziehungsweise „-sche“ als Verkleinerungsform, unter Umständen auch als Verharmlosung bekannt.

- Wolfgang Golther gibt folgende Erklärung: Den Ilbetritsch, Elwetritsch oder Elwetrötsch findet man im Süddeutschen, im Siegerland gibt es den Dilldapp. „De Ill“ steht für der Elbe oder der Zwerg, der „Dapp“ oder „Dappe“ ist ein Tritt oder wie im Hessischen der Fußabdruck. Wer einen Dappe hat, sozusagen einen Tritt gegen den Kopf, gilt als komischer Vogel, als schräger Typ, aber nicht wie oben erklärt als blödsinnig. So wie jemand, der eine Macke hat, nicht zwangsläufig blödsinnig ist. „Tritsch“ oder „Trötsch“ ist im Badischen und im Elsässischen ebenfalls der Tritt, der „Ilbe“ oder der „Elwe“ ist wiederum der Elbe oder der Zwerg. Demnach beschreiben sowohl der Elwetrötsch, der Ilbetrisch als auch der Dilldapp Figuren, die auf irgendeine Art und Weise mit einem Zwerg kollidiert sind, wobei der Zwerg beschrieben wird als eine so geballte Energieform, dass bei einer Begegnung der gesunde Menschenverstand auf der Strecke bleibt. Der „Elbenhauch“ (kann sogar tödlich sein) oder der „Elbenschuss“, auch „Sockenschuss“, sind weitere Bezeichnungen. Wer ins Reich der Elben oder Zwerge gerät, kehrt wahnsinnig oder „elbisch“ zurück.

- Eine grundsätzliche Unterscheidung von „Wissenschaftlicher Beschäftigung mit dem kulturellen Muster Elwetritsch“ und Tritschologie schlägt Michael Werner 2025 vor. Kulturhistorisch steckt hinter dem Phänomen die Angst vor nächtlichen Dämonen, vor denen sich die Menschen mindestens seit der Zeit der ersten Hochkulturen in Mesopotamien fürchteten. Bedroht waren zu dieser Zeit vor allem Säuglinge, Schwangere und Wöchnerinnen. Man schützte sich mit apotropäischen – Dämonen abweisenden – Sprüchen und Symbolen. Für die gleiche Angst wurden im Laufe der Kulturgeschichte verschiedene Dämonen verantwortlich gemacht: Lamaschtu und Lil-Li-Tu / Lilith (beide Mesopotamien), Lamia (Griechenland) bzw. Stryx (Griechenland und Römisches Reich). Im deutschen Sprachraum entstanden hieraus zunächst im Germanischen Alben (vgl. Albtraum), später im christlichen Kontext Druden. Der Kreis der potentiellen Opfer ist durch die Kulturgeschichte stetig gestiegen. Auch junge Männer und Greise waren irgendwann gefährdet. Aus „Alben“ und „Druden“ entstand die „Albdrude“. Das Gefühl der Menschen war, dass ein Dämon auf ihrer Brust sitzt und ihnen die Luft zum Atmen abschnürt. Um dem Dämon den Schrecken zu nehmen, wurde er zunächst benannt (Albdrude), er wurde körperlich auf Hühnergröße geschrumpft und auch sprachlich miniaturisiert. Aus „Albdrude“ entstand mit der Zeit über mehrere Zwischenschritte wie „Albedrudelche“ und „Elbedrudelche“ die „Elbedritsch“ (Pennsylvania), später die „Elwetritsch“ (Pfalz). Medizinischer Hintergrund des Phänomens ist die sogenannte Schlafparalyse, während der Menschen im Aufwachprozess den Eindruck haben, schlecht Luft zu bekommen und eine fremde Gestalt im Raum wahrzunehmen. Aus der Unkenntnis der kulturhistorischen Zusammenhänge entstand im Verlauf des 20. Jahrhunderts die sehr vergnügliche pseudo-wissenschaftliche Beschäftigung mit dem Thema „Elwetritsche“, die “Tritschologie” genannt wird. Allerlei vermeintliche Entstehungsgeschichten wurden erfunden, die imaginäre Spezies des geheimnisvollen Tiers liebevoll beschrieben und um immer weitere Varianten erweitert. Im Grunde handelt es sich hierbei um eine Fortsetzung des Prozesses, der sich mit dem Übergang von der Albdrude zur Elwetritsch vollzogen hat. Das Unbekannte macht Angst. Deshalb sollen erfundene Geschichten das Unerklärliche letztlich erklärbar machen – auch wenn hier jeder tritschologische Ansatz letztlich scheitern muss. Dennoch kommt der Tritschologie und der damit eng verknüpften Elwetritsche-Jagd eine wichtige Aufgabe zu: Es handelt sich um eine ritualisierte Selbstvergewisserung, dass von der zur Elwetritsch geschrumpften Albdrude wirklich keine Gefahr mehr ausgeht.[7]

## Brauchtumspflege

### Jagd

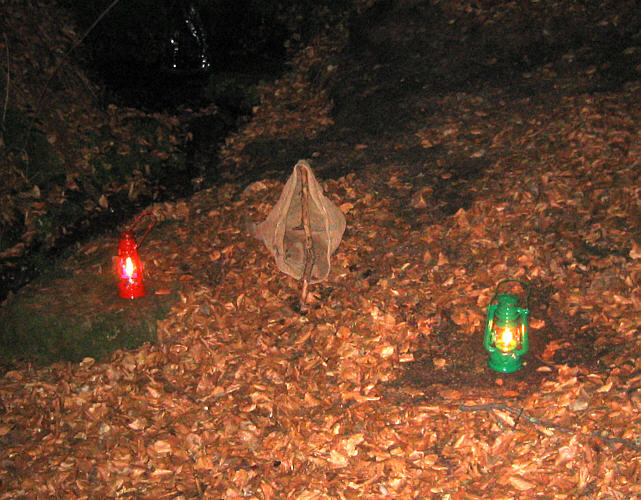
Beleuchtete Falle zur nächtlichen Jagd auf Elwetritschen

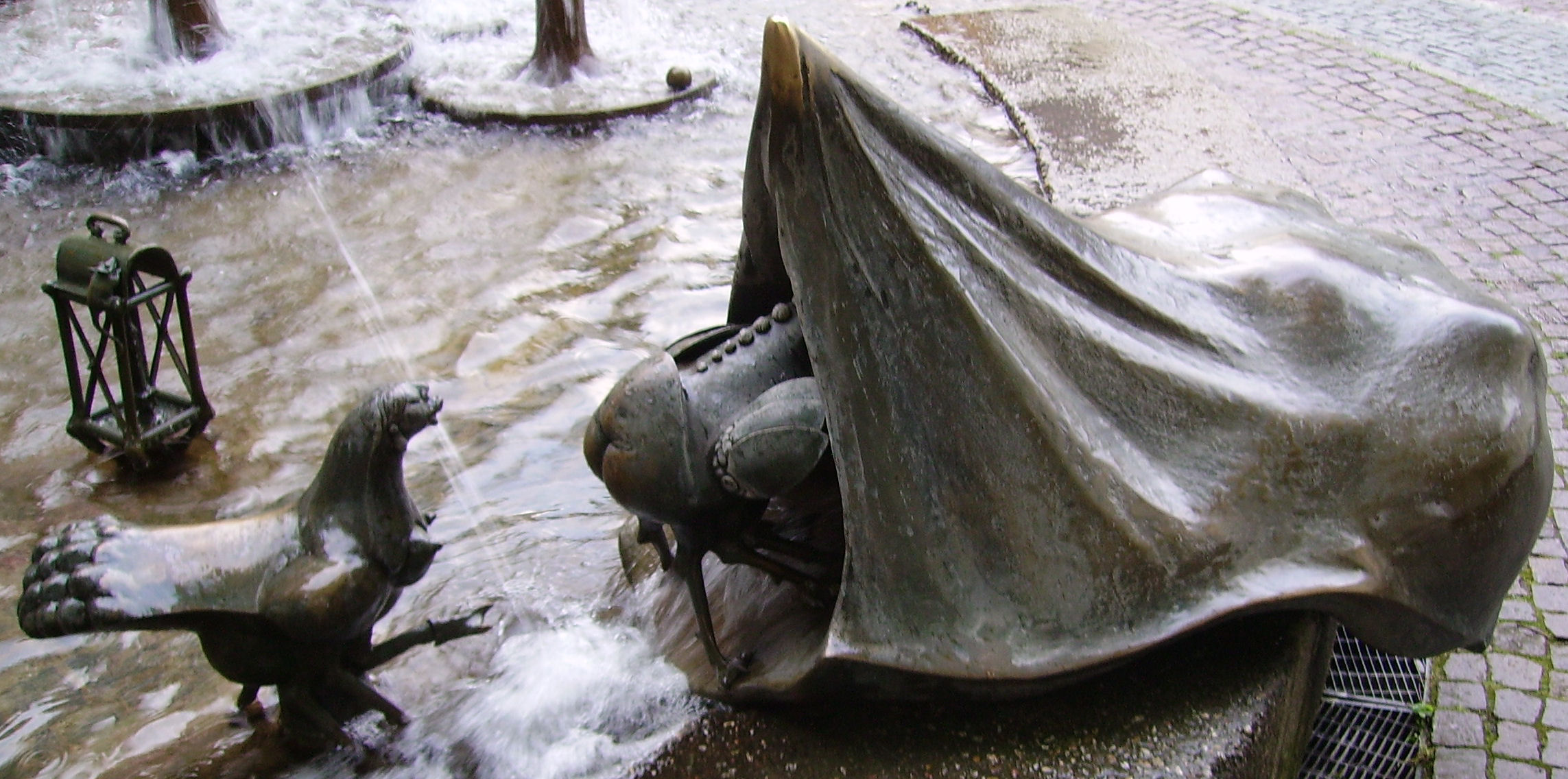
Künstlerische Darstellung: Sack zum Fangen von Elwetritschen

In etlichen pfälzischen Gemeinden wird Touristen als launiger Zeitvertreib der Erwerb eines Elwetritschen-Jagdscheins angeboten. Einheimischen dagegen ist die Jagderlaubnis selbstverständlich „in die Wiege gelegt“ worden. Die Elwetritschenjagd wird als eine hohe Kunst ausgegeben, da die Wesen als sehr scheu gelten. Die günstigste Jagdzeit sind dunkle Neumondnächte. Bei einer Variante der Jagd benötigt der Fänger einen Sack, eine Öllampe und einen Knüppel. Treiber versuchen, durch lautes „Tritsch, tritsch“-Rufen und durch Stockschläge gegen Bäume oder Weinbergspfähle die Elwetritschen aufzuscheuchen, damit sie in den Sack des Fängers flüchten. Bei einer anderen Variante der Jagd nimmt man einen Sack, der an beiden Enden eine Öffnung hat. Der Sack wird mit Hilfe eines Astes zu einer Art Schlauch aufgestellt. An die hintere Öffnung des Sackes wird die Lampe gestellt. Nun ist zu warten, bis eine Elwetritsche, durch das Licht angezogen, den Sack durch die vordere Öffnung betritt; dann wird der Sack geschlossen. Allerdings entkommt die Elwetritsche dabei meist durch die zweite Öffnung.
Um sich vor Angriffen der Elwetritschen zu schützen, trinken die Jäger vor und während der Jagd reichlich Alkohol, dessen Geruch angeblich die Elwetritschen auf Distanz hält. Der häufig ahnungslose Fänger und Jagdscheinaspirant wird gelegentlich heimlich im Freien zurückgelassen, bis er endlich durchgefroren – und ohne Jagdbeute – heimfindet. Dann gibt es den obligatorischen Festschmaus und dazu passende Getränke zum Aufwärmen, zum Beispiel Wein oder Obstbrände. In einem Weingut im pfälzischen Bissersheim wurde sogar ein spezieller „Elwedritsche-Drobbe“ (-Tropfen) hergestellt.

### Sonstiges Brauchtum
- In mehreren pfälzischen Städten gibt es Vereine, die sich der Brauchtumspflege der Elwetritschen annehmen. Der älteste ist der Elwetrittche-Verein von 1982 in Landau. Ein ebenfalls in dieser Stadt ansässiger Square-Dance-Verein nennt sein einmal jährlich stattfindendes Dance-Special die „Landauer Elwetrittche-Jagd“. In Pirmasens gibt es eine „Elwetritsche-Akademie“, in Dahn eine „Fachhochschule für Tritschologie“ (siehe Lehrpfad), im Landauer Zoo befindet sich ein Gehege mit Figuren der Fabelwesen, ebenso haben im Zoo Kaiserslautern Elwetritschen ihren Platz gefunden. In der Antoniengasse in Speyer liegt das Elwedritsche-Museum.[8]

- Im Frankenthaler Stadtteil Flomersheim wird alljährlich im August ein Fußballturnier um einen Wanderpokal ausgetragen, der „Elwedritsche-Pokal“ heißt und den der örtliche Keramikkünstler und Pfälzer Mundartdichter Walter Rupp[9] gefertigt hat.

- Die Elwetritsch war inoffizielles Markenzeichen der Privatbrauerei Bischoff aus Winnweiler; auf das Fabelwesen spielte die Sorte Black Elwis an, ein Mischgetränk aus Bier und Cola.[10]

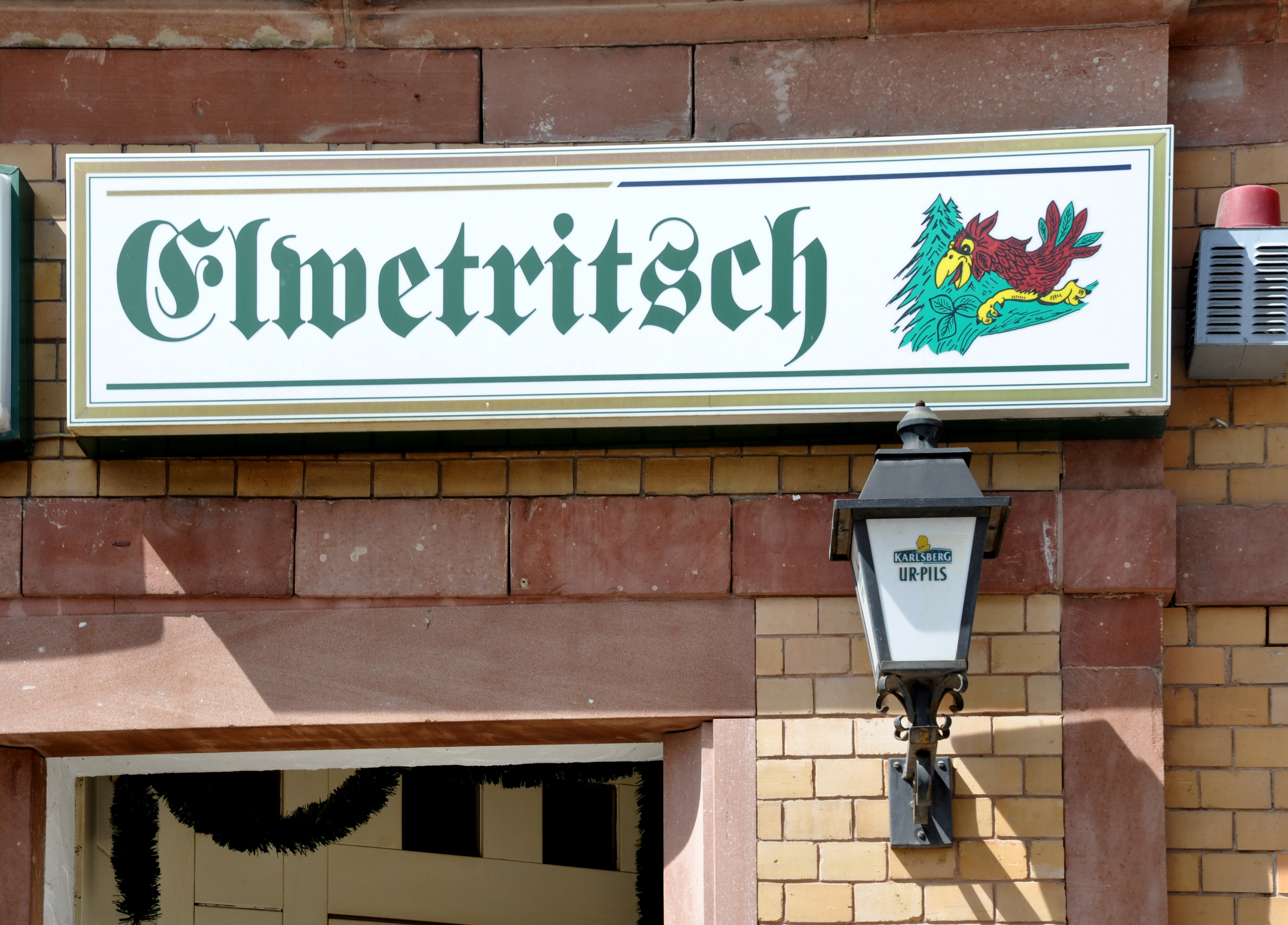
Schild der Gaststätte Elwetritsch in Bad Bergzabern

- Gaststätten in der Pfalz, beispielsweise in Bad Bergzabern (Gaststätte Elwetritsch) oder Schweigen-Rechtenbach (Wirtshaus Elwetritsch), haben ihren Namen nach dem Fabelwesen gewählt.

- Bei der badischen Fastnacht findet das Fabeltier seinen Auftritt. In Bad Peterstal wirkt seit 1975 die Gruppe „Ilwedritsche“ der Narrenzunft Peterstal mit.[11] In Bühler Stadtteil Vimbuch wurde 2010 ein Fastnachtsverein gegründet, bei dem das Fabelwesen unter dem Namen „Hilwedritsche“ geführt ist.[12]

## Tritschologie
Im Verbreitungsgebiet der Fabelwesen wird die Elwetritsch nicht nur im Rahmen der Erzählforschung oder Volkskunde, sondern auch als wissenschaftlicher Witz zoologisch und damit vorgeblich naturwissenschaftlich untersucht. So ist ein pfälzisches „Forscherteam“ unter Leitung des schon erwähnten Stephan Dreyer bestrebt, in Zusammenarbeit mit noch nicht ganz namhaften „Tritschologen“ die Existenz von Elwetritschen auch in anderen Wirbeltiergruppen zu belegen. In den bisher publizierten Forschungsergebnissen der Gruppe wird die Ernährungsweise (ursprünglich angeblich nur von Trauben der Rebstöcke) als vielmehr sehr mannigfaltig dargestellt.
Zur Weiterpflege und Modernisierung der Systematik werden gar Fisch-, Lurch-, Kriechtier- und Säugetiertritschen diskutiert. Gehandelt hat bereits die pfälzische Gemeinde Otterstadt bei Speyer. Sie ließ 2004 durch Gernot Rumpf den Otterdritschenbrunnen errichten, der eine Verbindung zwischen Elwetritschen und Fischottern herstellt. Die Dokufiktion „Das Elwedritsch Projekt“ – eine beabsichtigte Analogie zum Blair Witch Project – der Ludwigshafener Medienwerkstatt CUT e. V. (2001) geht gar von der Existenz von Raubdritschen aus und gewährt darüber hinaus noch andere spannende Einblicke in das sagenumwobene Leben dieser Kreaturen. Auch die Methode der historischen Jagd mit Sack und Laterne wird im Film durch den Pfälzer Mundartdichter und Elwedritsche-Experten Paul Tremmel ausführlich erläutert. Die Jagd ist in ihrer Umsetzung durch Laien mit unvorhersehbaren Risiken verbunden. Wobei sich letztlich die Geister scheiden, ob die Elwedritschen dem Menschen freundlich gesinnt sind oder nicht oder ob sie geschlachtet und gegessen werden dürfen oder unter Artenschutz zu stellen sind.
Historisch und fabel-„naturwissenschaftlich“ erwiesen scheinen die verwandtschaftlichen Beziehungen zum bayerischen Wolpertinger (Hirschgeweih, Säugetierbezug) zu sein. Auch deswegen ist die überwiegende Definition und biologische Klassifizierung der Tritschen – ob Elwe-, Ilwe- oder sonstige – als Vögel oder vogelartige Fabelwesen in Frage zu stellen. Womöglich gibt es sekundäre Kreuzungen dieser beiden Fabelwesengruppen, die wohl aus der Zeit stammen müssen, als die Pfalz noch bayerisch war. Allerdings „müsste“ es in diesem Fall auch im räumlich dazwischengelegenen badisch-schwäbischen Korridor zu Bayerisch-Schwaben hin ähnliche Wesen geben, oder entlang der recht kurzen Verbindung zwischen Odenwald und Franken sollten Elwetinger oder Wolperdritschen vorkommen. Über entsprechende Forschungen ist bisher jedoch nichts bekannt.

## Sonstiges
Ein Hochleistungsrechner an der Rheinland-Pfälzischen Technischen Universität Kaiserslautern-Landau ist nach dem Fabelwesen benannt.